# Anochetus ghilianii
Anochetus ghilianii är en myrart som först beskrevs av Maximilian Spinola 1851.  Anochetus ghilianii ingår i släktet Anochetus och familjen myror. Inga underarter finns listade i Catalogue of Life.